# Formia
Formia è un comune italiano di 36 741 abitanti della provincia di Latina nel Lazio. 

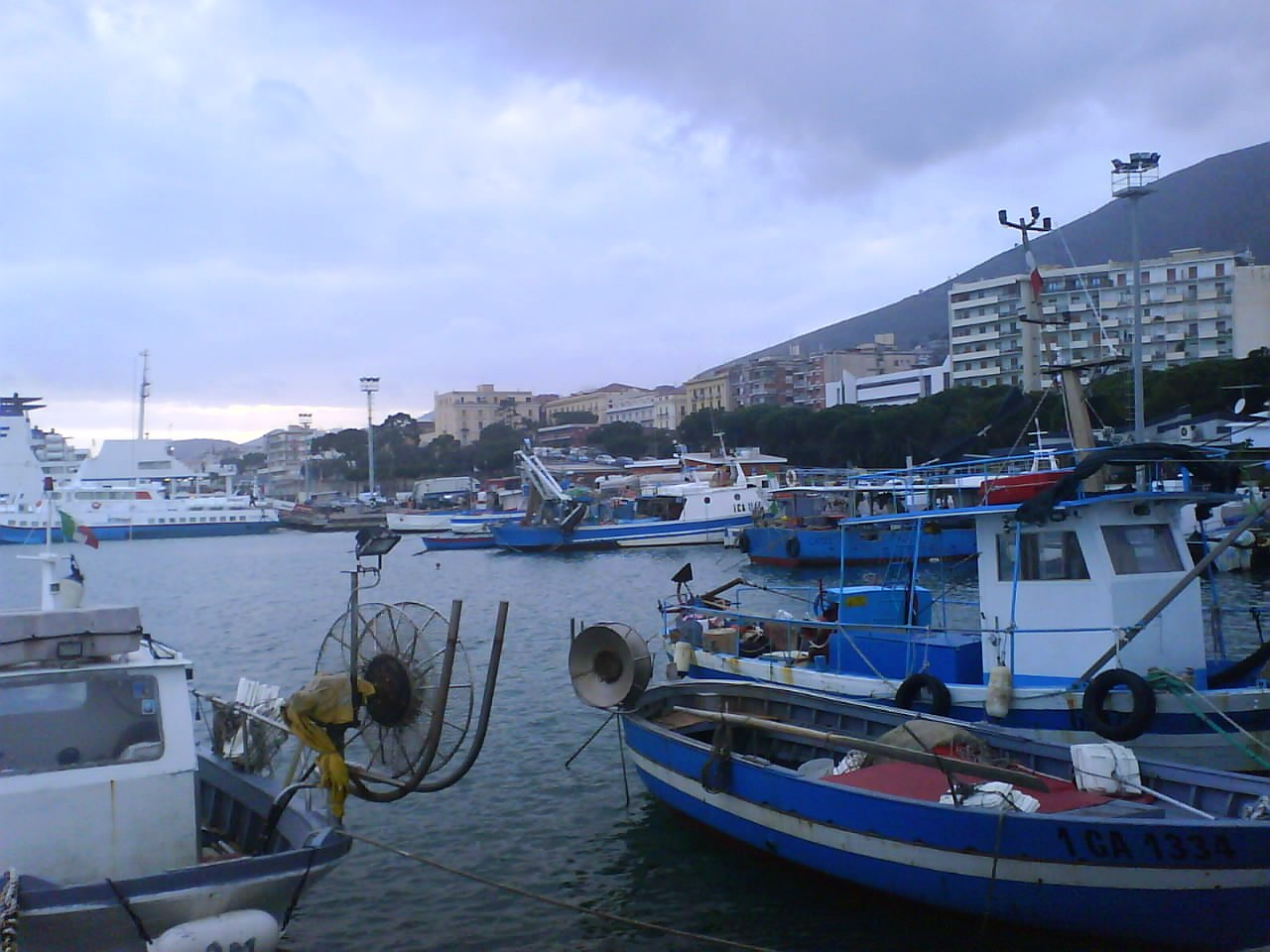
Il porto

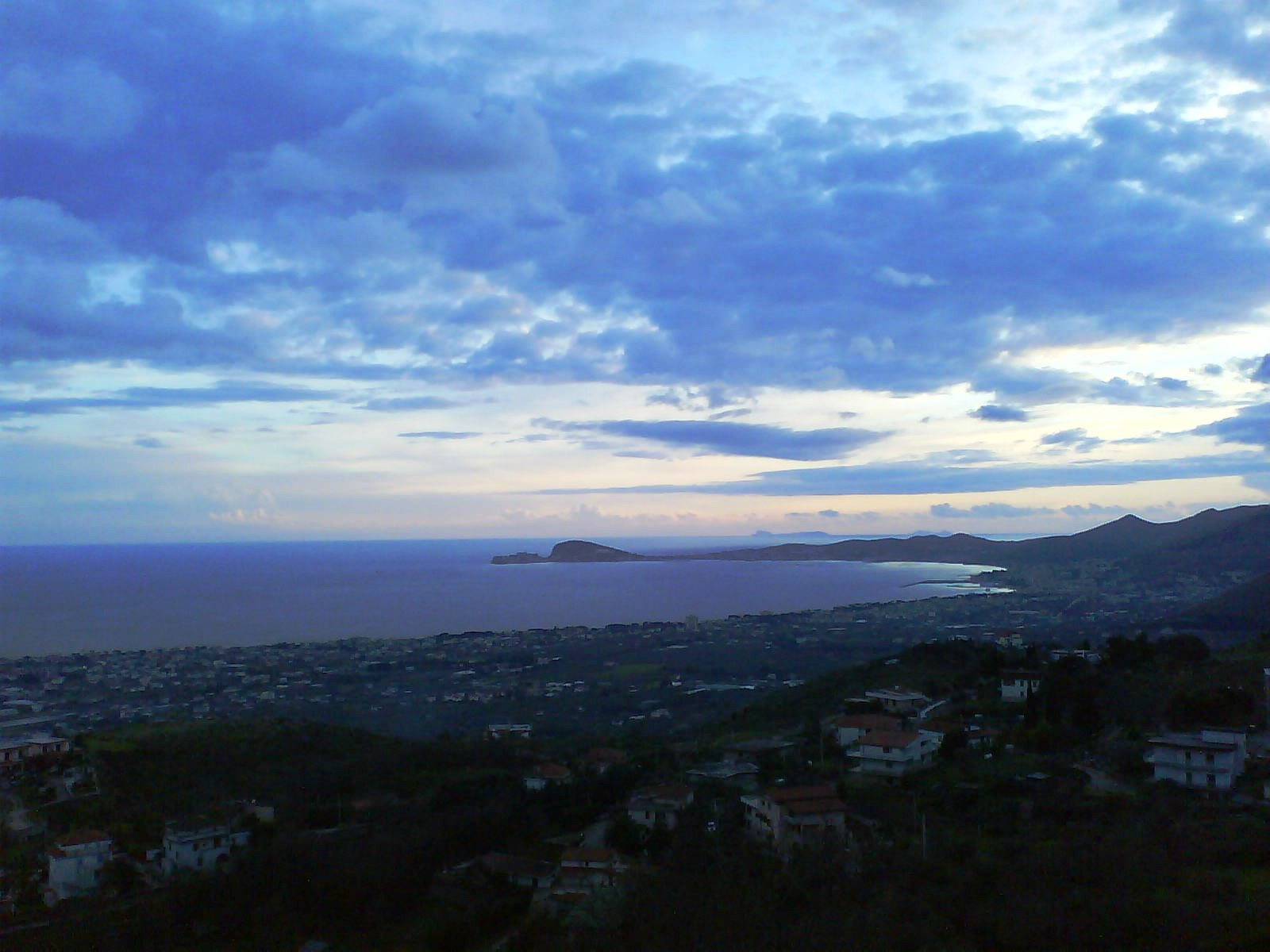
Panorama al tramonto da Castellonorato

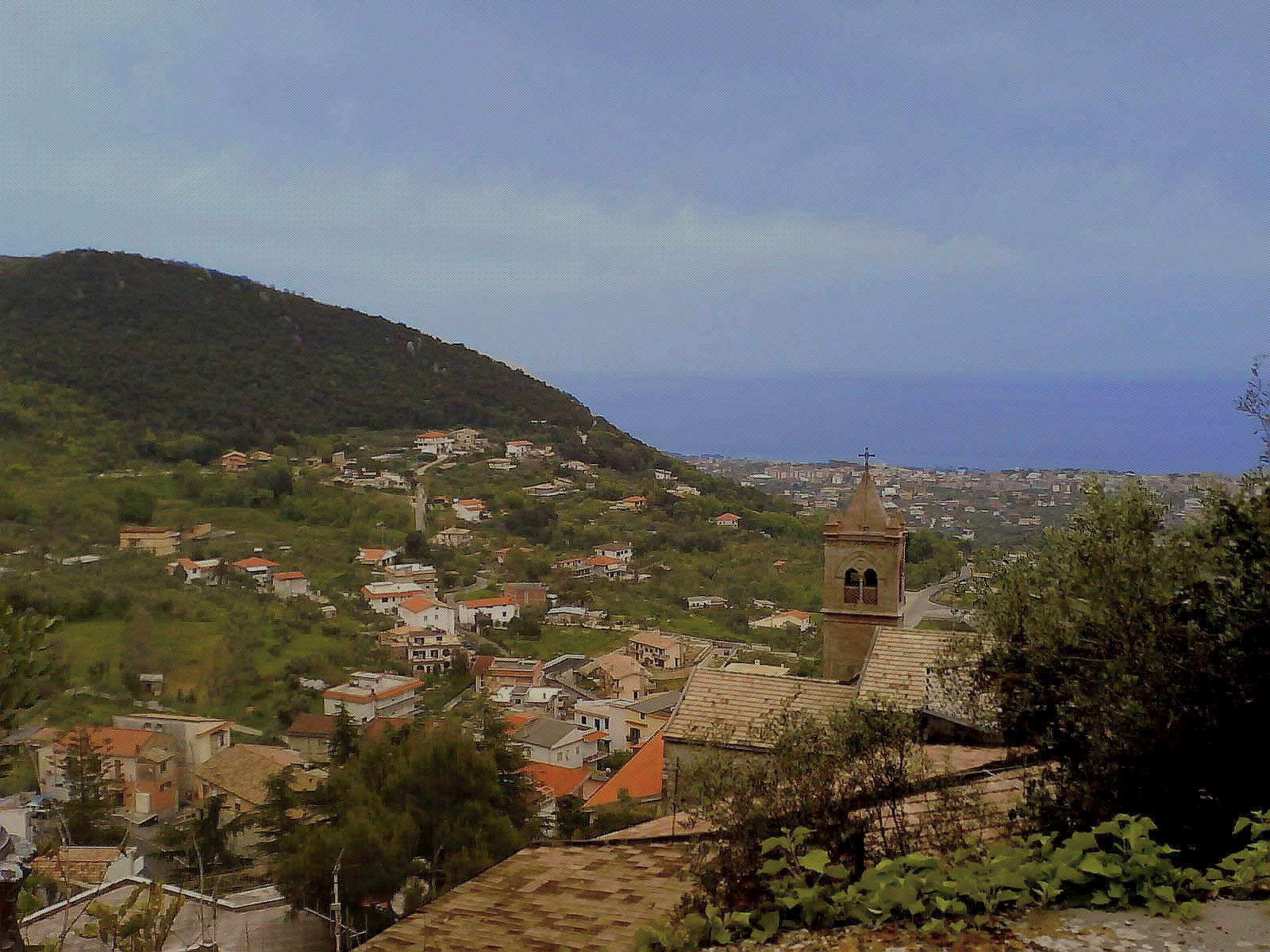
Panorama dal borgo di Maranola

## Geografia fisica

### Territorio
Il territorio comunale si trova stretto tra le ultime propaggini meridionali dei monti Aurunci dell'Antiappennino laziale, che comunque arrivano a toccare i 1368 m s.l.m. del monte Altino e la costa del Golfo di Gaeta dove, tra le spiagge più note, si citano quelle di Vindicio e di Gianola. Verso sud-est il territorio si fa sempre più pianeggiante, aprendosi verso la piana di Minturno.

### Clima
"O temperate dulce Formiae litus…", la mitezza del clima declamata da Marziale nell'epigramma dedicato all'amico Apollinare e alla sua villa formiana non è una semplice espressione poetica ma una realtà; grazie alla sua posizione sul mare, protetta da Gaeta a ovest e dalle colline alle spalle, Formia vanta una invidiabile condizione climatica.
In tempi più recenti il generale dell'aeronautica Edmondo Bernacca ha descritto il clima cittadino:
"La zona della parte più meridionale del litorale del Lazio - in essa è compresa la fascia costiera di Formia - fa parte dal punto di vista climatologico, della regione peninsulare centrale - versante tirrenico, regione presentante una spiccata varietà di aspetti morfologici e geografici. Vario è pertanto il clima della suddetta regione. Le coste godono dell'influenza regolatrice del mar Tirreno che conferisce loro un clima decisamente marittimo con inverni non particolarmente rigidi."
Classificazione climatica: zona C, 967 GR/G

## Origini del nome
Il toponimo Formia protrebbe essere derivato dal greco Hormiae, Όρμιαι, approdo, a indicare la tranquillità del riparo fornito dal golfo. Un'altra origine potrebbe essere quella dal latino formus, "caldo", che a sua volta rimanderebbe direttamente ad una radice indoeuropea.

## Storia
Di origine Aurunca, antica popolazione osca, la città di Formia appare per la prima volta nella storia nel 338 a. C., durante la Guerra latina. Da qui passava la regina viarum, la via Appia.
Adagiata proprio al centro del golfo di Gaeta, che per oltre due millenni era chiamato Sinus Formianus, Formia ha origini che si perdono nel mito e si riallacciano alla leggenda di Troia e al peregrinare di Ulisse sulla via del ritorno. Tutta la mitica tradizione ricorda questa zona come terra dei Lestrigoni, popoli rudi e primitivi, e alla città di questi giganti cannibali approdarono le navi di Ulisse e dalla quale solo la sua riuscì a salvarsi.
Con reperti archeologici che dimostrano che la zona era abitata da popolazioni preitaliche, come la lunga e poderosa cinta di mura poligonali, in buona parte conservata lungo la costa e nel quartiere di Castellone, dopo la conquista del territorio da parte dei Romani tra il V e IV secolo a.C., entra a far parte del Latium adiectum. Nell'ordinamento romano, Formia diventa civitas sine suffragio nel 338 a.C. (o forse 332 a.C.), perché il passaggio attraverso il suo territorio era sempre stato sicuro. Tale passaggio è stato strategicamente importante per i Romani, tanto che per la città viene fatta passare la via Appia nel 312 a.C. Nel 188 a.C., Formia riceve la piena cittadinanza romana.
Formia è stata una località turistica molto apprezzata in epoca romana come testimoniano i numerosi resti di ville, tra le quali celebri erano quelle di Mamurra e Gaio Clinio Mecenate. Anche Marco Tullio Cicerone venne a realizzare una delle sue predilette case di campagna su questo tratto del golfo. Proprio a Formia Cicerone ebbe la morte dai sicari di Marco Antonio nel dicembre 43 a.C. mentre tentava di fuggire alle proscrizioni.

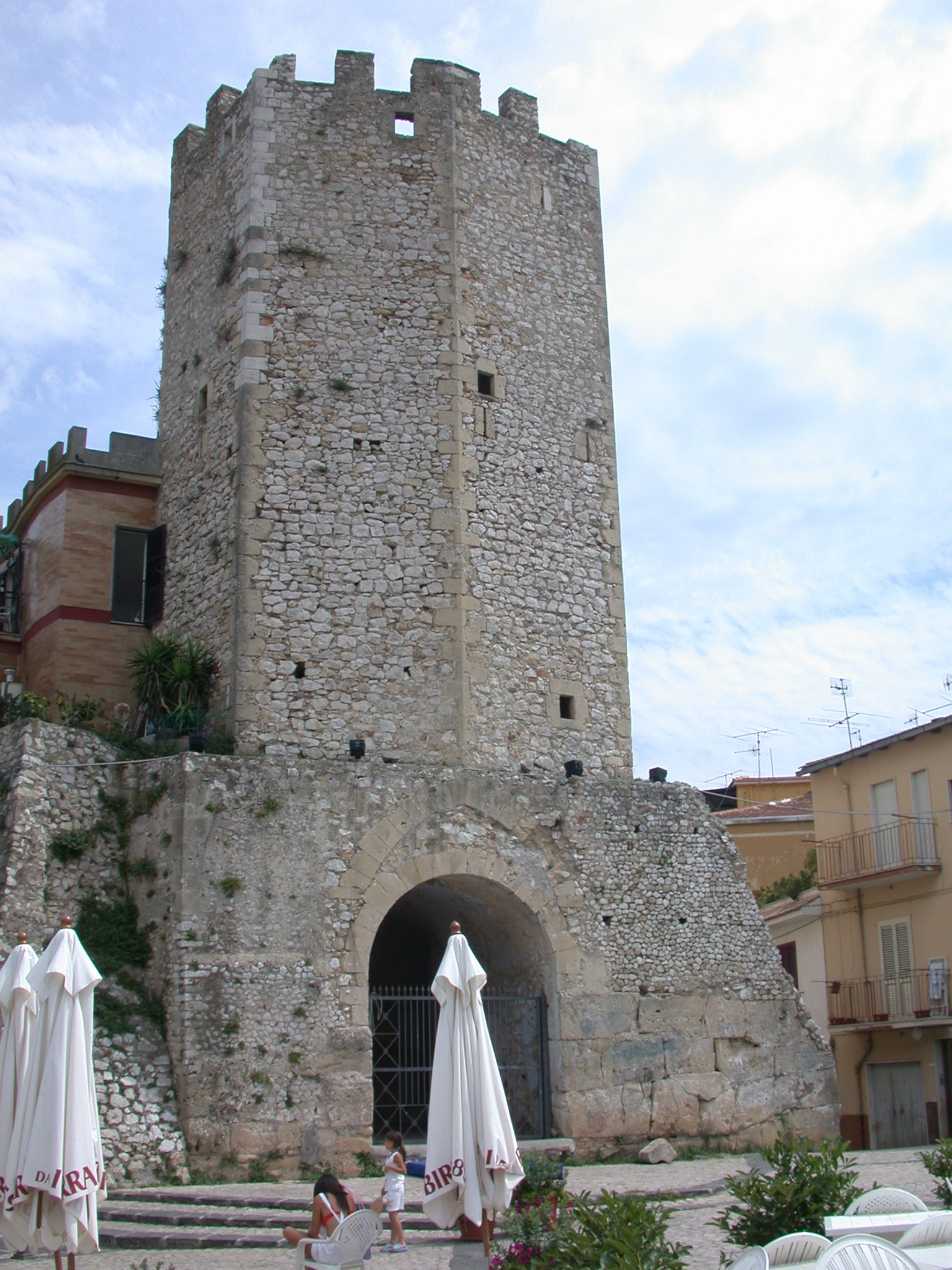
La torre ottagonale del "Castellone"

Con la caduta dell'impero romano d'Occidente Formia fu depredata e i suoi abitanti dopo la calata dei barbari e la guerra greco-gotica, fuggirono sulle vicine colline, spopolando la cittadina e dividendosi poi in due nuclei, divenuti poi sobborghi di Gaeta: quello marittimo di Mola di Gaeta, che prendeva nome dai mulini che vi erano in attività, presso i quali fu eretto un fortilizio alla fine del XIII secolo da Carlo II d'Angiò, e quello di Castellone, nella zona collinare. Il nome Castellone deriva dal castello (Castel Leone, Castel Lione e infine Castellone) costruito da Onorato I Caetani, conte di Fondi, attorno alla seconda metà del XIV secolo.

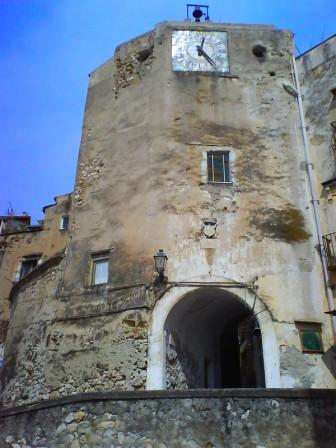
La Porta degli Spagnoli con il caratteristico orologio maiolicato. L'edificio è meglio conosciuto come "Torre dell'Orologio"

Giardini con ricchi agrumeti hanno separato per secoli i due rioni, come mostrano anche carte corografiche dei secoli XVI e XVIII. Nel 1820 i borghi di Mola di Gaeta e Castellone vennero fusi in un unico comune che, nel 1862, assunse l'attuale denominazione. Nel 1928 incorporò i comuni di Castellonorato e Maranola.
Il 26 novembre 1943 è ricordato per la Strade della Costarella, dove vennero uccisi otto inermi civili dai tedeschi.
La città, durante il secondo conflitto mondiale, ha subito pesantissimi danni nel gennaio del 1944 e nei mesi successivi, in quanto posta ai margini della Linea Gustav (nota soprattutto per i drammatici eventi della distruzione di Montecassino e per le sanguinose battaglie tra le montagne di Mignano Monte Lungo). Gran parte del patrimonio storico e artistico di Formia è così andato perduto.

### Simboli
In data 5 dicembre 1863, l'assise presieduta dal sindaco dell'epoca Gaetano Rubino, incaricava il pittore formiano Pasquale Mattej di disegnare lo stemma della città, che dopo secoli di buio ambiva e risorgere con nuovo splendore.
Il Mattej, realizzò in pochi giorni un bozzetto ad acquerello che rappresentava l'Araba Fenice risorta e in procinto di spiccare il volo da fiamme scaturite da un rogo e rivolta verso un sole splendente raffigurato in alto alla sua destra, con il motto latino Post fata resurgo scritto in basso.
Dopo circa un anno e mezzo, in data 17 aprile 1865, con regio decreto viene adottato ufficialmente come stemma della Città:

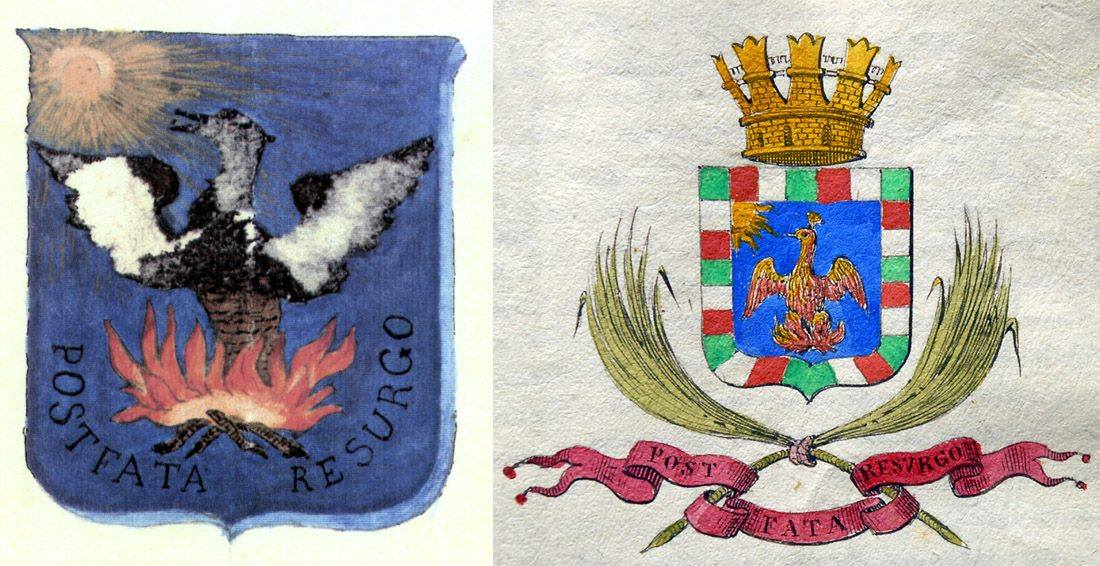
Nelle immagini il primo il bozzetto dipinto da Pasquale Mattej e quello definitivo che divenne parte integrante del regio decreto del 1865.

Il gonfalone è un drappo di azzurro.

## Monumenti e luoghi d'interesse

### Architetture religiose
- Chiesa di Sant'Erasmo, chiesa a tre navate di stile rinascimentale. Conserva all'interno un dipinto anonimo del XVIII secolo, una lastra funeraria dei duchi di Marzano del 1698 e l'altare settecentesco contenente la statua lignea del santo.
- Chiesetta di Sant'Anna, già Santa Maria del Forno perché eretta nelle vicinanze di un forno, si trova nel cuore del borgo medievale di Castellone e risale al X secolo, ma rifatta in stile moderno e conserva all'interno un affresco absidale rinascimentale di scuola napoletana a oggetto la nascita della Vergine e altre opere del XVIII-XIX secolo.
- Chiesetta di San Rocco del 1474, a navata unica, conserva un pregevole trittico seicentesco raffigurante la Madonna tra i Santi Rocco e Sebastiano (opera di Girolamo Stabile) e resti di un affresco sulla lunetta. Restaurata recentemente, si trova fuori dalla cinta muraria di Castellone.
- Eremo di Santa Maria della Noce e ruderi ex monastero attiguo risalente all'XI secolo, costruita dai monaci benedettini cassinati. La chiesa a due navate, conserva un olio su tavola di ignoto del XVI secolo di Madonna con bambino su albero di noce tra i santi Benedetto ed Erasmo. La cupola e il campanile sono di origine bizantina.
- Chiesetta di San Remigio del 1490 a navata unica con all'interno tracce di affreschi floreali sulle pareti, un quadro raffigurante il santo e sull'altare la teca con la sua reliquia. Danneggiata durante gli eventi bellici, si trova nell'omonima villa d'epoca che fu anche di proprietà dei Piccolomini ed è attualmente di proprietà privata in località San Remigio.
- Chiesa di Santa Maria del Castagneto, adiacente al cimitero, del 1170 e quindi la più antica di Formia. Restaurata nel 1935, fu fondata dai monaci benedettini e all'epoca si doveva trovare nel folto di un bosco di castagni da cui il nome. Il campanile fu restaurato nel 1936 e per la costruzione della chiesa furono utilizzate parti di un antico tempio romano. All'interno vi si trovano i resti dell'antico pavimento cosmatesco in ceramica e resti di affreschi medievali.
- Chiesa e convento di Santa Teresa d'Avila del 1700 a navata unica e con interno barocco ed essenziale, fiancheggiata da cappelle. L'ex monastero carmelitano, risalente all'Ottocento, è in attesa di un restauro oramai da diversi anni, mentre la chiesa è stata riaperta dopo quattro anni di restauri.
- Le antiche chiese dei santi Lorenzo e Giovanni Battista nei pressi del borgo di Mola risalivano all'831 e al 1566 e fino al Settecento erano divise da un muro, distrutto poi nell'Ottocento, facendole diventare un'unica chiesa a due navate. La chiesa di San Giovanni era adiacente al castello, con due navate e un portico. Distrutta dagli eventi bellici, la nuova chiesa risale al 1938 e conserva all'interno la pregevole statua lignea barocca del patrono di Formia, una tavola di anonimo antoniazzano del XV secolo, rappresentante la Madonna con Bambino tra San Sebastiano e San Lorenzo, opere superstiti della vecchia chiesa e un dipinto della Madonna di Ponza del pittore Geronimo Stabile del XVI secolo, ex pala d'altare della chiesa di Ponza.
- Santuario Madonna di Ponza in prossimità dell'omonima località, risale al XV secolo e conserva sull'altare l'antico quadro dedicato all'omonima Madonna portato dai monaci provenienti dall'isola.
- Chiesa e convento di Sant'Antonio da Padova
- Chiesa Madonna del Carmine risalente al 1600 e completata nel 1700. Ampliata nel 1800, fu danneggiata dal sisma di Avezzano del 1915 e distrutta durante la seconda guerra mondiale. La ricostruzione iniziò nel 1958.
- Chiesa di San Giuseppe Lavoratore.
- Chiesa Cuore Immacolato di Maria.
- Chiesa Stella Maris.
- Chiesa parrocchiale del Sacro Cuore di Gesù.

### Architetture civili
- Villa Rubino (XVI secolo), detta di Cicerone (privata), costituita da terrazze con giardini e da due ninfei digradanti sul mare nei pressi del porticciolo romano di Caposele. È al di sopra delle strutture voltate di una più vasta villa romana. Fu restaurata dai Borboni, poi dal principe di Caposele e frequentata come albergo di lusso da colti personaggi che la resero famosa in tutta Europa. È il luogo dove fu firmata la resa di Gaeta e quindi la cessazione del Regno delle Due Sicilie nel 1861.
- Garitta borbonica 1854 presso Villa Rubino, per difendere il soggiorno di Ferdinando II di Borbone.
- Gli eleganti palazzi d'epoca di Via Vitruvio, restaurati di recente.
- Villa Torlonia, risalente alla fine del 1800 e immersa in un orto botanico secolare, fu realizzata dai principi di Torlonia, con all'interno decorazioni a stucco e magnifica scala elicoidale con ampio belvedere dal terrazzo. La cappella Stella Maris risale agli anni cinquanta. Dopo i vari passaggi di proprietà e restauri, è divenuta oggi struttura alberghiera. La villa in rossi mattoni degli Amante e quella scenografica di Alberto Sordi, testimoniano la ricercatezza di Vindicio.
- Palazzo Forcina del XVIII secolo, ex sede comunale e oggi abitazioni private.

### Architetture militari

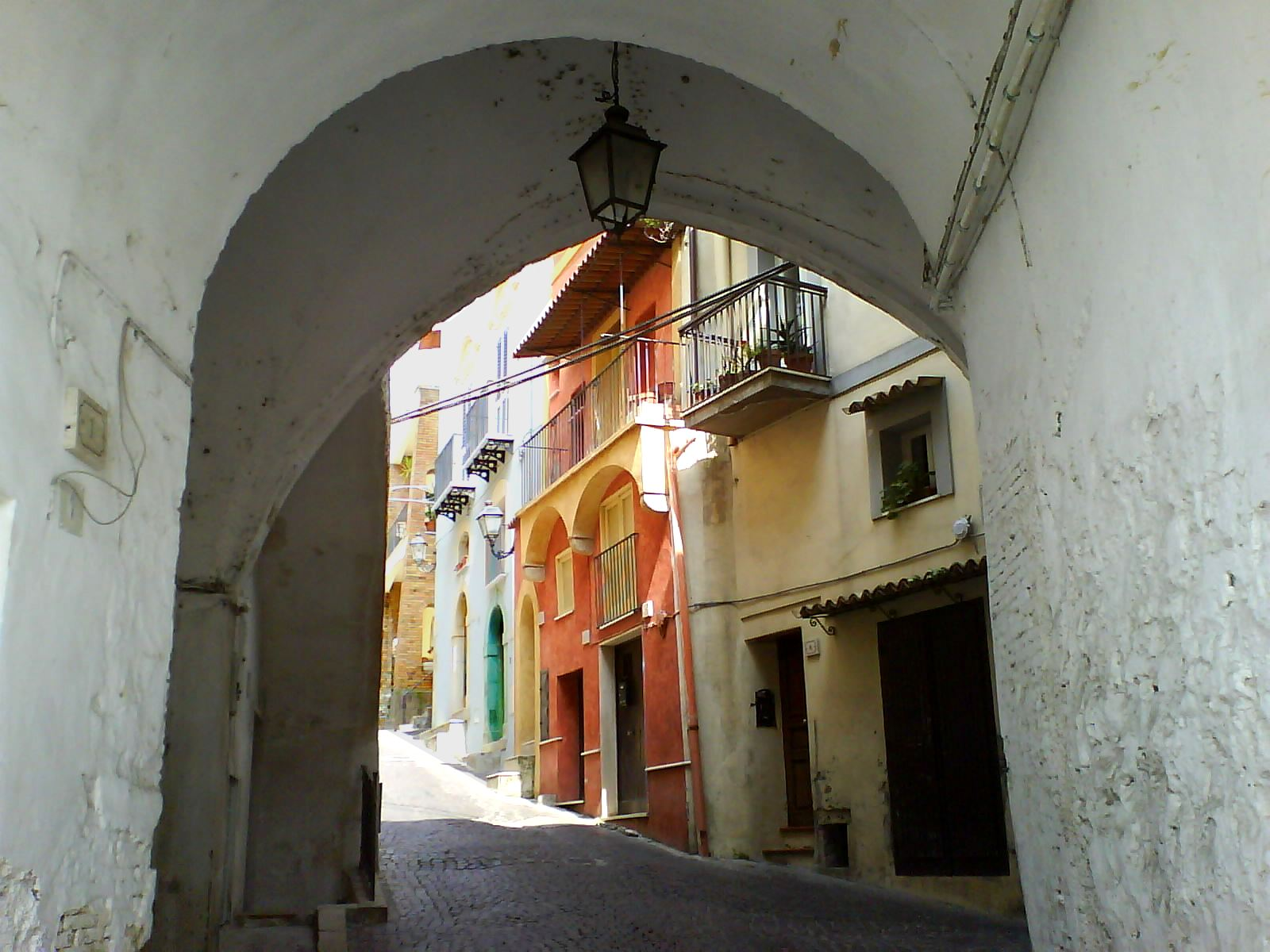
Arco della Porta dell'Orologio

- Castello medievale di Castellone, che ha perduto la turrita cinta muraria durante il secondo conflitto mondiale. Delle dodici torri originarie, ne sono rimaste soltanto due, una dalla caratteristica forma ottagonale del XIV secolo (con tre stratificazioni diverse ovvero una base poligonale romana, un'altra di età repubblicana e infine il torrione dei Caetani), sulla sommità dell'antica rocca romana, e quella definita dell'Orologio (sulla Porta degli Spagnoli), per la presenza di un orologio maiolicato settecentesco, di recente ripristinato nelle sue funzioni. Il borgo di Castellone presenta strutture romane e medievali, fra colonne e capitelli dell'arce romana e antichi portali, e sorse per contrastare le invasioni dal mare. il castello è appartenuto al ramo della famiglia Gaetani d'Aragona dei conti del Castelmola (ricevuta in castellania dal 1460 d.C. direttamente da Ferdinando d'Aragona).
- Mura megalitiche bugnate e lisce del V-IV secolo a.C., con sovrapposta cortina in opus incertum del II secolo a.C.
- Resti del Castello Angioino, nel borgo di Mola, risalente al X secolo, con torre cilindrica alta 27 metri del XIII secolo. Danneggiato durante il secondo conflitto mondiale, è usato come spazio espositivo per mostre.

### Siti archeologici
- Il Cisternone romano, di epoca imperiale romana. È una monumentale opera idraulica interrata.
- Sulle rovine del Teatro romano di età augustea del I secolo a.C., nel Seicento fu edificata una casa dove oggi vi sono abitazioni private. Il luogo, molto suggestivo, è quello dove, secondo la leggenda popolare, fu perpetrato il martirio, durante le feroci persecuzioni cristiane, subito dal vescovo (e poi santo) Erasmo, il 2 giugno del 303 d.C. Vi si allestisce un pittoresco presepe durante il periodo natalizio.

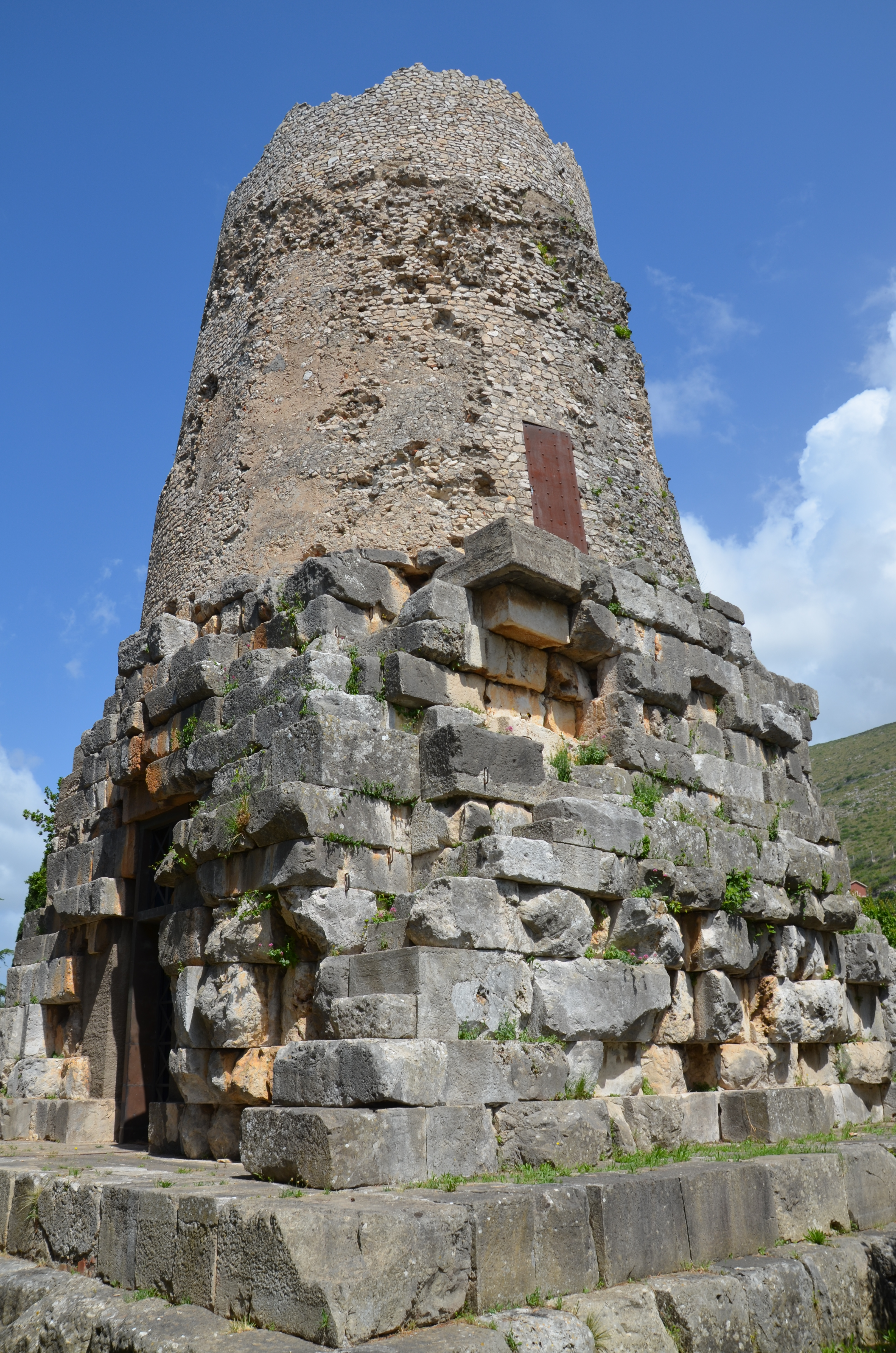
Tomba di Cicerone

- Tomba di Cicerone, un mausoleo monumentale di età imperiale. La vicinanza al sito in cui la tradizione colloca la sontuosa villa che l'oratore abitò frequentemente, le fonti storiche che riferiscono del suo assassinio proprio nei pressi di questa e la grandezza dell'edificio, senz'altro costruito per accogliere le spoglie di un uomo illustre, fanno ragionevolmente presumere che esso sia proprio il monumento funerario dell'arpinate.
- Tomba di Tulliola, l'amata figlia di Cicerone, che si trova sulla collina sovrastante, a circa 100 metri in linea d'aria.
- Muro in opus reticulatum, esedra e struttura a emiciclo di probabile residenza aristocratica del I-II secolo d.C. alla fine della pineta di Vindicio.
- Porticciolo romano di Caposele, alla fine del lungomare di Vindicio.

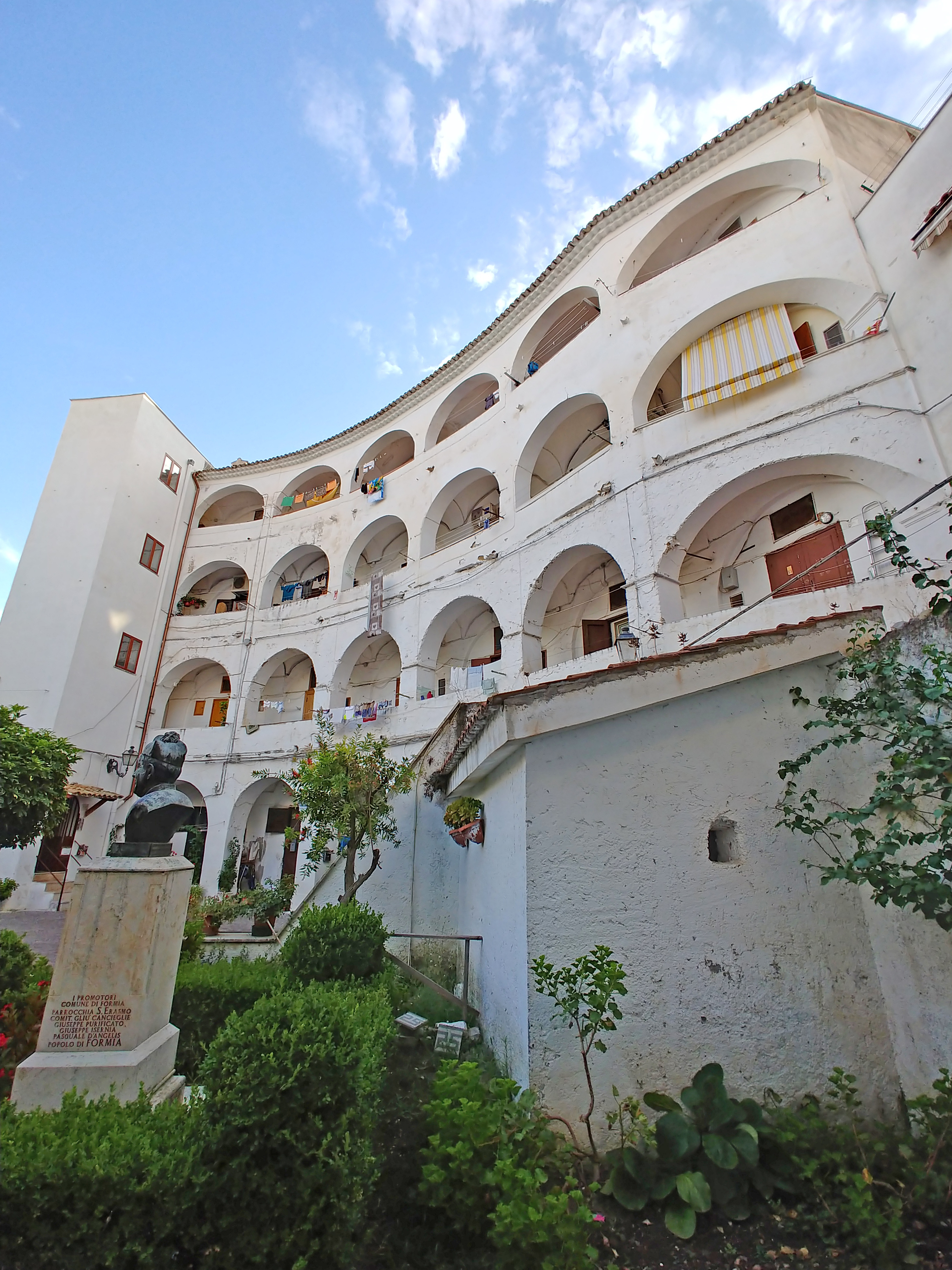
Teatro Romano a Castellone

- Torricella, sepolcro sulla via Appia nei pressi della zona di San Pietro dove vi era anche l'omonima chiesa che in un documento del 1002 già è detta distrutta. Sempre in zona, l'albergo ristorante Miramare, ex villa reale dei Savoia, costruita sui ruderi di una romana.
- Resti dell'anfiteatro romano del I secolo d.C. di età claudiana, sotto il piazzale della stazione ferroviaria.
- Sepolcro-torretta, di età imperiale in località San Remigio.
- Castello Miramare, risalente al XV secolo, in località Pagnano.
- Scala coperta di età adrianea pertinente il capitolium.

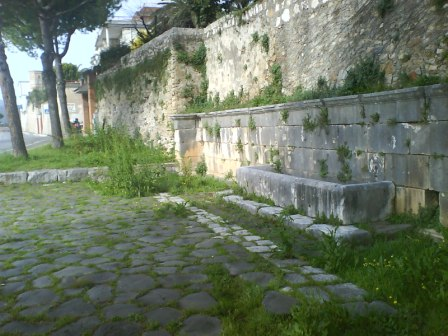
Fontana Romana sulla via Appia

- Fontana Romana di San Remigio, sulla via Appia, in direzione Itri/Roma, è una fonte di epoca romana e in buono stato di conservazione. Appoggiata a una robusta parete di blocchi calcarei, è lunga circa 7 metri e larga uno e mezzo. Possedeva nel retro una cisterna per l'approvvigionamento idrico. L'acqua fuoriusciva da due mascheroni antropomorfi, raffiguranti il Sole e la Luna. Di uno di essi sono ancora visibili le tracce. Visibile inoltre un tratto pavimentato in basalto dell'antica via Appia.
- Criptoportici e villa romana del I secolo a.C. sotto la villa comunale, utilizzati come magazzini connessi con l'antistante peschiera (visibile durante la bassa marea del pomeriggio) che fungeva da vivaio ittico. Oggi sono utilizzati per mostre ed esposizioni.
- Criptoportici e villa romana del I secolo a.C., sotto piazza della Vittoria, con resti di decorazioni pittoriche sulle pareti.
- Resti dell'acquedotto romano del I-II secolo a.C., nei pressi della chiesa di San Giovanni Battista.
- Resti romani al civico 360 di via Vitruvio a poca distanza da piazza Mattej, ex foro romano, dove sono stati trovati molti dei reperti esposti oggi nel museo.
- La cosiddetta villa di Mamurra, sul promontorio di Gianola, con i resti di un edificio ottagonale (in fase di scavo), due cisterne romane (la Cisterna Maggiore e la Cisterna delle 36 colonne), una scala coperta (conosciuta col nome di Grotta della Janara), resti di ambienti termali e una piscina per l'allevamento ittico (porticciolo di Gianola), oggetto di recenti ricerche archeologiche subacquee; le strutture sono relative a una grande villa marittima di età romana, costruita tra la fine del II secolo a.C. e gli inizi del I secolo a.C. e ancora in uso nel pieno III secolo d.C., come dimostrato da alcuni ritratti rinvenuti nell'area dell'edificio ottagonale, oggi conservati nelle sale del Museo archeologico nazionale di Formia.
- Ponte romano di Acquatraversa.
- Complesso romano del muro di Nerva che arriva direttamente a mare, nei pressi del porto.
- Fontana delle 5 cannelle, del XVIII secolo, posta dapprima sul mare, poi spostata e modificata dai Borboni nell'Ottocento presso Largo Paone.
- Impronte di dinosauri sui monti Aurunci.[12]

### Aree naturali
- Parco regionale Riviera di Ulisse.
- L'Oasi blu di Gianola, area naturale protetta.
- Parco regionale di Gianola e del Monte di Scauri.
- Parco naturale dei Monti Aurunci.
- Villa comunale di Formia risalente al 1893.
- Cima del Redentore.

## Società

### Evoluzione demografica
Abitanti censiti

### Etnie e minoranze straniere
Al 31 dicembre 2023 la popolazione straniera era di 1 528 abitanti, pari al 4,42% della popolazione.

### Lingue e dialetti
Il dialetto formiano, vista l'appartenenza quasi millenaria della cittadina all'antico Regno di Napoli e delle Due Sicilie e alla Terra di Lavoro fino al 1927, afferisce ai dialetti campani.

## Cultura

### Istruzione

#### Scuole
Fra gli istituti superiori: Liceo Classico Marco Vitruvio Pollione, Istituto Alberghiero Angelo Celletti, Liceo Linguistico e Liceo delle Scienze Umane Marco Tullio Cicerone, ITE Gaetano Filangieri, IT Geometri Tallini, IPIA E. Fermi, Istituto Paritario Sportivo Ada Colabello.
Istituti di scuola media sono: Istituto Comprensivo Pasquale Mattej, Istituto Comprensivo Marco Vitruvio Pollione, Istituto Comprensivo Dante Alighieri, I.C. V. Pollione Sez. Distaccata Penitro.

#### Università
- Università Popolare Riviera di Ulisse, un'università popolare che rilascia crediti formativi.[16]

#### Biblioteche
- Biblioteca comunale Tenente Filippo Testa.[17]

#### Musei
- Museo archeologico nazionale di Formia, nel settecentesco Palazzo Comunale di piazza della Vittoria, che conserva vari reperti archeologici del territorio, tracce di affreschi e stucchi decorativi provenienti dalle varie ville marittime, di cui restano poche vestigia.[18]
- Antico Frantoio[19]

### Stampa

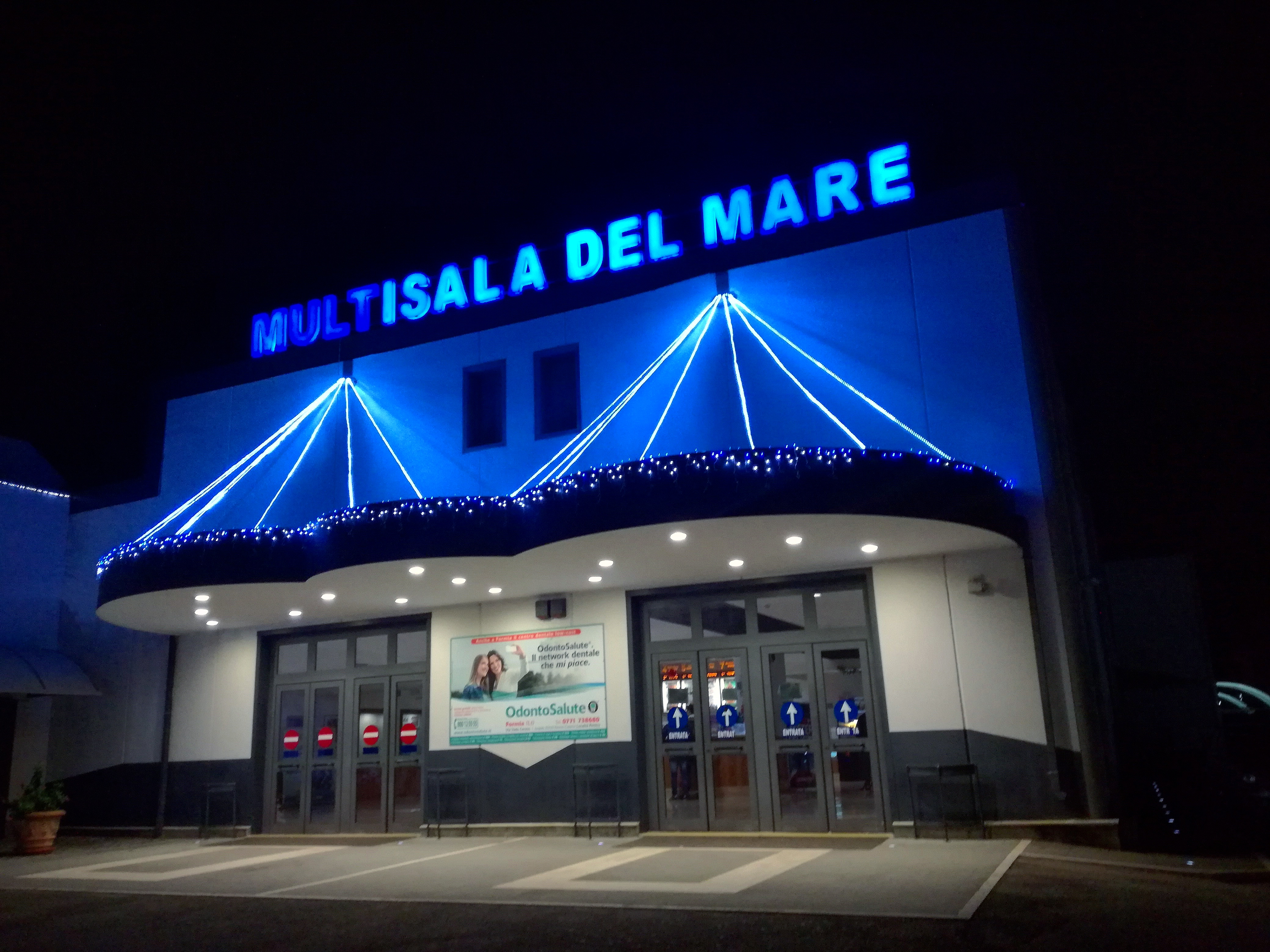
Multisala del Mare

- Latina Oggi

### Radio
- Radio Formia[senza fonte]

### Teatro
- Piccolo teatro Iqbal Masih

## Geografia antropica

### Rione Mola
Il borgo marinaro di Mola è caratterizzato dalla possente torre cilindrica, residuo, insieme a poche altre strutture, del castello tardo-medievale, quasi completamente distrutto dai bombardamenti della seconda guerra mondiale. Caratteristico il portale di accesso, che ripropone il gusto architettonico degli archi trionfali di epoca romana.

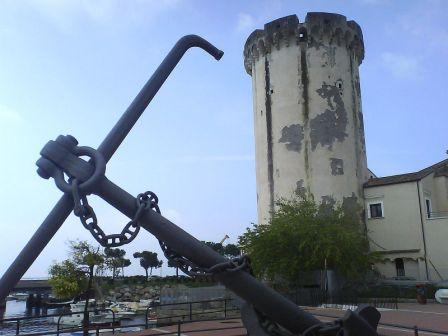
Il torrione

Al fianco del castello, lungo la caratteristica via Abate Tosti, già via Tullia, sorgeva la chiesa binavata dei Santi Lorenzo e Giovanni, che custodiva una tela di Antoniazzo Romano, oggi custodita presso la più recente chiesa di San Giovanni Battista unitamente ai preziosi simulacri lignei dei santi Lorenzo e Giovanni, quest'ultimo nominato (sul finire degli anni trenta del secolo scorso) compatrono della città di Formia insieme a sant'Erasmo. Pochi ma significativi i resti dell'acquedotto romano, le cui arcate superstiti si sta cercando pian piano di sottrarre al degrado in cui erano sprofondate negli ultimi decenni. Nel borgo si tiene la processione di san Giovanni, il 24 giugno e la festa di san Lorenzo, il 10 agosto, protettore di Mola prima che vi si radicasse il culto per il Battista.

### Rione Castellone
Il borgo medievale di Castellone, sorto sul punto più eminente dell'acropoli romana, può essere considerato la più importante testimonianza storica e archeologica della città di Formia. Da sempre munito di difese naturali (dislivelli) ed artificiali (mura megalitiche), la sua popolazione aveva scelto, forse proprio per questo motivo, di risiedere nella zona alta, panoramica per l'avvistamento del pericolo e vicinissima alle grandi vie di comunicazione (l'Appia).

## Economia
Di seguito la tabella storica elaborata dall'Istat a tema Unità locali, intesa come numero di imprese locali attive e dei loro addetti (valori medi annui).
|        | 2015                  |                              |                            |                |                       |                     | 2014                  |                | 2013                  |                |
| ------ | --------------------- | ---------------------------- | -------------------------- | -------------- | --------------------- | ------------------- | --------------------- | -------------- | --------------------- | -------------- |
|        | Numero imprese attive | % provinciale imprese attive | % regionale imprese attive | Numero addetti | % provinciale addetti | % regionale addetti | Numero imprese attive | Numero addetti | Numero imprese attive | Numero addetti |
| Formia | 2 777                 | 7,07                         | 0,61                       | 7 272          | 5,95                  | 0,47                | 2 818                 | 7 410          | 2 859                 | 7 658          |
| Latina | 39 304                |                              | 8,43                       | 122 198        |                       | 7,75                | 39 446                | 120 897        | 39 915                | 123 310        |
| Lazio  | 455 591               |                              |                            | 1 539 359      |                       |                     | 457 686               | 1 510 459      | 464 094               | 1 525 471      |

Nel 2015 le 2 777 imprese operanti nel territorio comunale, che rappresentavano il 7, 07% del totale provinciale (39 304 imprese attive), hanno occupato 7 272 addetti, il 5,95% del dato provinciale (122 198 addetti); in media, ogni impresa nel 2015 ha occupato due persone (2, 62).

### Artigianato
Tra le attività economiche più tradizionali, diffuse e rinomate vi sono quelle artigianali, come l'arte della ceramica, della terracotta, del ferro, degli arredi e dei paramenti liturgici.

## Infrastrutture e trasporti

### Ferrovie
La stazione di Formia è situata lungo la tratta ferroviaria Roma-Napoli.

### Strade
Si trova lungo l'antico itinerario della via Appia ed anche lungo l'attuale Strada Statale 7. È collegata inoltre alla vicina città di Terracina tramite la Strada statale 213 Via Flacca che la unisce altresì ai centri di Gaeta e Sperlonga.

### Porto
Il porto di Formia, Molo Azzurra è lo scalo principale da dove partono e arrivano i traghetti e gli aliscafi da e per le isole ponziane di Ponza e Ventotene; nel 1983 ospitò gli allenamenti di Azzurra, la prima barca italiana a partecipare all'America's Cup.

## Amministrazione
Formia, dal Basso Medioevo e fino al 1861, era la parte settentrionale (al confine con lo Stato Pontificio) della Terra di Lavoro, regione storica sorta sotto il Regno di Sicilia (poi Regno di Napoli e Regno delle Due Sicilie).
Anche dopo la sconfitta militare del Regno delle Due Sicilie, nel 1861, prima al Regno di Sardegna e poi al nuovo Regno d'Italia, Formia continuò a far parte della provincia di Terra di Lavoro, nell'ambito del Circondario di Gaeta. Tuttavia, nel 1927 il governo fascista di Mussolini scisse detta provincia e assegnò Formia (e tutto il territorio del Circondario di Gaeta) prima alla provincia di Roma e successivamente, dal 1934, alla neonata provincia di Littoria (poi Latina). Invece il territorio del Circondario di Sora (anch'esso parte della Terra di Lavoro) fu assegnato nel 1927 alla neonata provincia di Frosinone.
| Periodo           | Periodo           | Primo cittadino    | Partito                            | Carica                  | Note          |
| ----------------- | ----------------- | ------------------ | ---------------------------------- | ----------------------- | ------------- |
| 12 maggio 1985    | 6 luglio 1990     | Michele Forte      | Democrazia Cristiana               | Sindaco                 |               |
| 6 luglio 1990     | 14 settembre 1992 | Michele Forte      | Democrazia Cristiana               | Sindaco                 |               |
| 14 settembre 1992 | 25 marzo 1993     | Vittorio Marciano  | Democrazia Cristiana               | Sindaco                 |               |
| 25 marzo 1993     | 21 novembre 1993  | Vincenzo Falzone   |                                    | Commissario prefettizio |               |
| 21 novembre 1993  | 16 novembre 1997  | Sandro Bartolomeo  | Partito Democratico della Sinistra | Sindaco                 |               |
| 16 novembre 1997  | 20 febbraio 2001  | Sandro Bartolomeo  | lista civica di centro-sinistra    | Sindaco                 | [ 22 ]        |
| 20 febbraio 2001  | 13 maggio 2001    | Sante Frantellizzi |                                    | Commissario prefettizio |               |
| 13 maggio 2001    | 22 febbraio 2003  | Antonio Miele      | lista civica di centro-destra      | Sindaco                 | [ 23 ] [ 24 ] |
| 22 febbraio 2003  | 26 maggio 2003    | Angelo Di Caprio   |                                    | Commissario prefettizio |               |
| 25 maggio 2003    | 14 aprile 2008    | Sandro Bartolomeo  | lista civica di centro-sinistra    | Sindaco                 |               |
| 14 aprile 2008    | 27 maggio 2013    | Michele Forte      | UDC                                | Sindaco                 |               |
| 27 maggio 2013    | 19 dicembre 2017  | Sandro Bartolomeo  | Partito Democratico                | Sindaco                 | [ 22 ]        |
| 19 dicembre 2017  | 10 giugno 2018    | Maurizio Valiante  |                                    | Commissario prefettizio |               |
| 10 giugno 2018    | 14 gennaio 2021   | Paola Villa        | lista civica                       | Sindaco                 |               |
| 14 gennaio 2021   | 18 ottobre 2021   | Silvana Tizzano    |                                    | Commissario prefettizio |               |
| 18 ottobre 2021   | in carica         | Gianluca Taddeo    | centrodestra                       | Sindaco                 |               |

### Gemellaggi
- Ferrara
- Fleury-les-Aubrais, dal 2004
- Gračanica
- Haninge
- Santeramo in Colle
- Napoli, dal 1989
- Arpino, dal 2010

### Sede distaccata della Provincia
La struttura della sede decentrata di Formia, aperta all'inizio del 1999 e ubicata in via Olivastro Spaventola, si concretizza fondamentalmente nell'attività d'intermediazione fra il territorio del Sud pontino e la Sede Centrale della Provincia. È costituita da:
- Distaccamento delle Guardie Provinciali;
- Ufficio Viabilità composto da 26 unità, incaricate della manutenzione delle strade del Distretto Sud della Provincia;
- Squadra del Settore Edilizia Scolastica, composta da 3 unità, incaricate della manutenzione degli edifici scolastici di competenza provinciale;
- Ufficio Decentramento, incaricato dello svolgimento dei compiti relativi alle attività di tutti i Settori dell'Amministrazione e in collaborazione con essi.

### Altre informazioni amministrative
- Fa parte della XVII Comunità montana dei Monti Aurunci, del Parco naturale dei Monti Aurunci, del Parco regionale di Gianola e Monte di Scauri, dell'oasi blu di Gianola e del Parco regionale Riviera di Ulisse.

## Sport

### Atletica leggera
- Poligolfo.[25]
- ASD Intesatletica.[25]

### Calcio
Storicamente la squadra di calcio rappresentante la città è la S.S. Formia Calcio. Nella stagione 2023-2024 milita in Prima categoria.
Altre realtà calcistiche nella città:
- A.S.D. Città di Formia, nella stagione 2024-25, milita nel campionato di Promozione.
- Solidale Formia 2018 che, nel campionato 2019-20, milita nel campionato di Seconda categoria.

### Pallacanestro
- Pallacanestro Fabiani Formia, società storica formiana, ha militato nella stagione 1982-83 nel campionato di Serie A2 femminile; attualmente ha il centro minibasket e milita nel campionato maschile di Promozione.[26]
- Meta Formia che, nel campionato 2020-2021, ha militato nel campionato maschile di Serie B.[26]
- ASD Jumbo Basket Formia che nel 2019-2020 milita nel campionato maschile di Promozione.[26]

### Rugby
La squadra di rugby della città è l'Amatori Rugby Formia A.S.D., fondata nel 2005.

### Impianti sportivi
- Nel comune ha sede il Centro di Preparazione Olimpica "Bruno Zauli" del CONI
- Stadio "Washington Parisio"
- Pala San Pietro
- Pala Fabiani